# Герб Нечволодівки
Герб Нечволо́дівки — один з офіційних символів села Нечволодівка, Куп'янський район Харківської області, затверджений рішенням сесії Нечволодівської сільської ради.

## Опис
На золотому полі зелені гілки сосни і берези. На лазуровій базі нитяний хвилястий срібний пояс. Герб облямований декоративним картушем і прикрашений сільською короною.
Гілки - символ місцевого дендропарку. Хвилястий пояс означає багатство водяних ресурсів.